# Хинкель, Ханс
Ханс Хинкель (нем. Hans Hinkel; 22 июня 1901, Вормс — 8 февраля 1960, Гёттинген) — немецкий журналист, один из руководителей нацистской пропаганды, группенфюрер СС, депутат рейхстага.

## Биография
Родился в семье фабриканта. С 1919 по 1923 года изучал политические науки и философию в Боннском и Мюнхенском университетах. В 1920 году стал членом добровольческого корпуса «Оберланд», в составе которого участвовал в антифранцузском движении в Руре.

## Партийная деятельность
4 октября 1921 года вступил в НСДАП (№ 287). За свою деятельность 21 марта 1923 был арестован французскими оккупационными властями, что лишь побудило его более активно участвовать в жизни партии. В 1923 оставил Фрайкор. 9 ноября 1923 года принял участие в Пивном путче, во время которого был ранен. Как участник шествия получил тюремный срок. После освобождения с 1924 по 1925 год был главным редактором националистической Верхнебаварской ежедневной газеты.
С 1928 года сотрудничал с национал-социалистическими изданиями. С октября 1930 года был сотрудником берлинского отдела «Фёлькишер Беобахтер», вскоре возглавил издательство Йозефа Геббельса «Ангриф» и стал руководителем пропаганды гау Большой Берлин. С этого времени был ближайшим соратником Геббельса.
14 сентября 1930 года стал депутатом рейхстага от Потсдама. После прихода НСДАП к власти 30 января 1933 года назначен государственным комиссаром в Министерстве науки, искусств и народного образования Пруссии. С 22 сентября – генеральный секретарь Имперской палаты культуры и руководитель Общества германской культуры. С июля 1935 года – специальный уполномоченный министерства пропаганды, в этом качестве занимался чисткой кадров.
С началом Второй мировой войны по программе Имперского министерства пропаганды руководил конфискацией и вывозом культурных ценностей с территории Польши.
С конца 1942 года заведующий отделом кино министерства пропаганды. С марта 1943 года рейхсфильминтендант.

## После войны
После войны арестован американскими войсками, содержался в концентрационном лагере Дахау, а затем был передан польским властям, где в 1947 году был осужден за конфискацию культурных ценностей.
В 1952 года освобождён и вернулся в ФРГ.
8 февраля 1960 года умер в Геттингене.